# Kanuslalom-Europameisterschaften 2014
Die Kanuslalom-Europameisterschaften 2014 fanden in Wien, Österreich, unter der Leitung des Europäischen Kanuverbandes (ECA) statt. Es war die 15. Ausgabe des Wettbewerbs und sie fanden vom 29. Mai bis zum 1. Juni 2014 in der 2013 eröffneten Vienna Watersports Arena statt. 
Es war das erste Mal, dass die Europameisterschaft in Österreich stattfand.

## Ergebnisse
Insgesamt wurden zehn Wettbewerbe austragen.

### Männer

#### Canadier
| Wettbewerb | Gold | Gold   | Silber                                                                                                  | Silber | Bronze                                                                                          | Bronze |
| ---------- | --- | ------ | --- | ------ | ----------------------------------------------------------------------------------------------- | ------ |
| C1         | Alexander Slafkovský                                                                                      | 88,49  | Michal Martikán                                                                                         | 89,76  | Jan Benzien                                                                                     | 90,05  |
| C1 Team    | SlowenienBenjamin Savšek Anže Berčič Luka Božič                                                           | 98,48  | TschechienLukáš Rohan Vítězslav Gebas Jan Mašek                                                         | 101,18 | SlowakeiMichal Martikán Alexander Slafkovský Karol Rozmuš                                       | 102,16 |
| C2         | SlowakeiLadislav Škantár/Peter Škantár                                                                    | 95,20  | PolenPiotr Szczepański/Marcin Pochwała                                                                  | 95,41  | SlowenienLuka Božič/Sašo Taljat                                                                 | 96,93  |
| C2 Team    | SlowakeiPavol Hochschorner & Peter Hochschorner Ladislav Škantár & Peter Škantár Tomáš Kučera & Ján Bátik | 112,39 | FrankreichNicolas Peschier & Pierre Labarelle Matthieu Péché & Gauthier Klauss Pierre Picco & Hugo Biso | 112,85 | TschechienOndřej Karlovský & Jakub Jáně Jonáš Kašpar & Marek Šindler Tomáš Koplík & Jakub Vrzáň | 115,08 |

#### Kajak
| Wettbewerb | Gold                                                         | Gold  | Silber                                                            | Silber | Bronze                                               | Bronze |
| ---------- | ------------------------------------------------------------ | ----- | ----------------------------------------------------------------- | ------ | ---------------------------------------------------- | ------ |
| K1         | Jiří Prskavec                                                | 83,94 | Vít Přindiš                                                       | 84,82  | Samuel Hernanz                                       | 86,32  |
| K1 Team    | DeutschlandSebastian Schubert Fabian Dörfler Alexander Grimm | 96,27 | Vereinigtes KönigreichRichard Hounslow Joseph Clarke Thomas Brady | 98,75  | PolenMateusz Polaczyk Rafał Polaczyk Dariusz Popiela | 98,90  |

### Frauen

#### Canadier
| Wettbewerb                     | Gold                                                               | Gold   | Silber                                               | Silber | Bronze                                                   | Bronze |
| ------------------------------ | ------------------------------------------------------------------ | ------ | ---------------------------------------------------- | ------ | -------------------------------------------------------- | ------ |
| C1                             | Caroline Loir                                                      | 105,21 | Julia Schmid                                         | 106,32 | Kateřina Hošková                                         | 107,05 |
| C1 Team (kein Medaillen-Event) | Vereinigtes KönigreichMallory Franklin Jasmine Royle Eilidh Gibson | 140,28 | SpanienNúria Vilarrubla Miren Lazkano Klara Olazabal | 149,56 | TschechienKateřina Hošková Monika Jančová Jana Matulková | 161,67 |

#### Kajak
| Wettbewerb | Gold                                                             | Gold   | Silber                                                   | Silber | Bronze                                            | Bronze |
| ---------- | ---------------------------------------------------------------- | ------ | -------------------------------------------------------- | ------ | ------------------------------------------------- | ------ |
| K1         | Ricarda Funk                                                     | 96,11  | Melanie Pfeifer                                          | 96,37  | Émilie Fer                                        | 96,65  |
| K1 Team    | TschechienŠtěpánka Hilgertová Kateřina Kudějová Veronika Vojtová | 108,65 | SpanienMaialen Chourraut Irati Goikoetxea Marta Martínez | 110,17 | FrankreichCarole Bouzidi Nouria Newman Émilie Fer | 110,36 |

## Medaillenspiegel
| Platz  | Land                   | Gold | Silber | Bronze | Gesamt |
| ------ | ---------------------- | ---- | ------ | ------ | ------ |
| 1      | Slowakei               | 3    | 1      | 1      | 5      |
| 2      | Tschechien             | 2    | 2      | 2      | 6      |
| 3      | Deutschland            | 2    | 1      | 1      | 4      |
| 4      | Frankreich             | 1    | 1      | 2      | 4      |
| 5      | Slowenien              | 1    | 1      | 2      | 4      |
| 6      | Polen                  | 0    | 1      | 1      | 2      |
| 6      | Spanien                | 0    | 1      | 1      | 2      |
| 8      | Österreich             | 0    | 1      | 0      | 1      |
| 8      | Vereinigtes Königreich | 0    | 1      | 0      | 1      |
| Gesamt |                        | 9    | 9      | 9      | 27     |